# Michel Brière
Michel Édouard Brière (* 21. Oktober 1949 in Malartic, Québec; † 13. April 1971 ebenda) war ein kanadischer Eishockeyspieler, der im Verlauf seiner aktiven Karriere zwischen 1967 und 1970 unter anderem eine Spielzeit für die Pittsburgh Penguins in der National Hockey League absolvierte. Am 15. Mai 1970 wurde Brières Karriere durch einen schweren Verkehrsunfall beendet, an dessen Folgen er elf Monate später im Alter von 21 Jahren verstarb.

## Karriere
Michel Brière begann seine Karriere 1967 in der kanadischen Juniorenliga Ligue de hockey junior du Québec bei den Shawinigan Bruins. Dort entwickelte er sich zu einem sehr guten Nachwuchsspieler, erzielte in nur zwei Jahren 320 Punkte und wurde im NHL Amateur Draft 1969 von den Pittsburgh Penguins in der dritten Runde an Position 26 ausgewählt.
Während der Saison 1969/70 erzielte Brière 44 Punkte und war eine wichtige Schlüsselfigur beim Einzug der Penguins in die Playoffs. Er galt als großes Talent und wurde oft verglichen mit Jungstars, wie Phil Esposito und Bobby Clarke. Doch ein Autounfall am 15. Mai 1970 beendete seine Karriere.
Brière war zu diesem Zeitpunkt in seiner Heimatstadt Malartic, um an einer Hochzeit teilzunehmen. Bei dem Verkehrsunfall wurde er aus dem Fahrzeug geschleudert und erlitt schwere Gehirnverletzungen. Nach dem Unfall fiel Brière für fast sieben Wochen in ein Koma, aus dem er zwar wieder erwachte, jedoch danach fast ein Jahr an Gedächtnisverlust litt. Trotz mehrerer Operationen erholte sich Brière nicht mehr und verstarb am 13. April 1971 in einem Krankenhaus in Malartic.
Zu Ehren von Brière sperrten die Pittsburgh Penguins die Rückennummer 21 im Jahr 2001. Es ist neben der Nummer 66 von Mario Lemieux und der Nummer 68 von Jaromír Jágr die einzige gesperrte Rückennummer bei den Penguins. Auch die QMJHL ehrte ihn, in dem sie die Trophäe für den wertvollsten Spieler der Liga nach ihm benannte, die den Namen Trophée Michel Brière trägt.

## Erfolge und Auszeichnungen
- 1968 LHJQ Second All-Star Team
- 1969 LHJQ First All-Star Team

## Karrierestatistik
(Legende zur Spielerstatistik: Sp oder GP = absolvierte Spiele; T oder G = erzielte Tore; V oder A = erzielte Assists; Pkt oder Pts = erzielte Scorerpunkte; SM oder PIM = erhaltene Strafminuten; +/− = Plus/Minus-Bilanz; PP = erzielte Überzahltore; SH = erzielte Unterzahltore; GW = erzielte Siegtore; 1 Play-downs/Relegation; Kursiv: Statistik nicht vollständig)